# Stadtbefestigung Bad Mergentheim

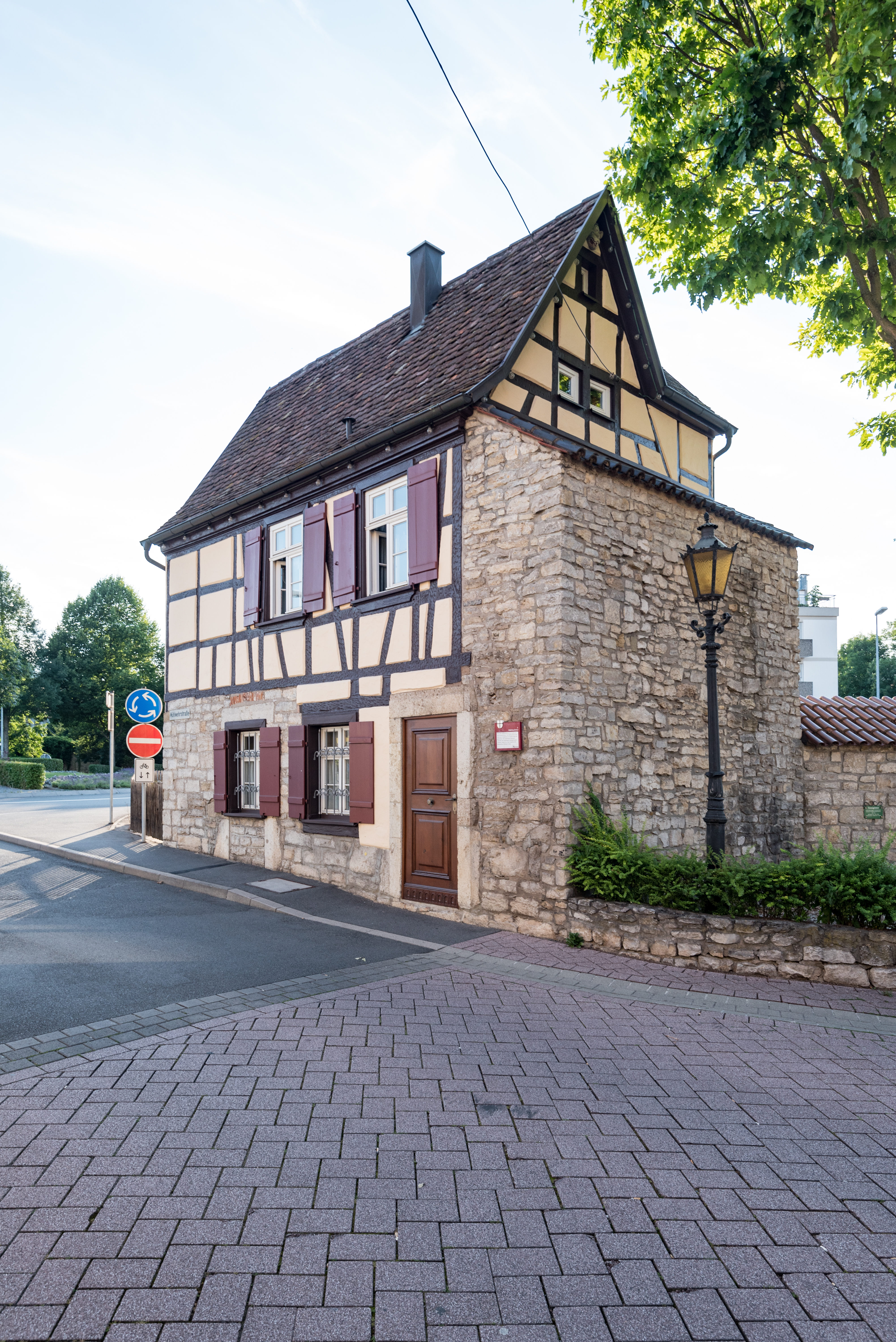
Ehemaliges Torwärterhaus mit Resten der Stadtbefestigung, Mühlwehrstraße 32

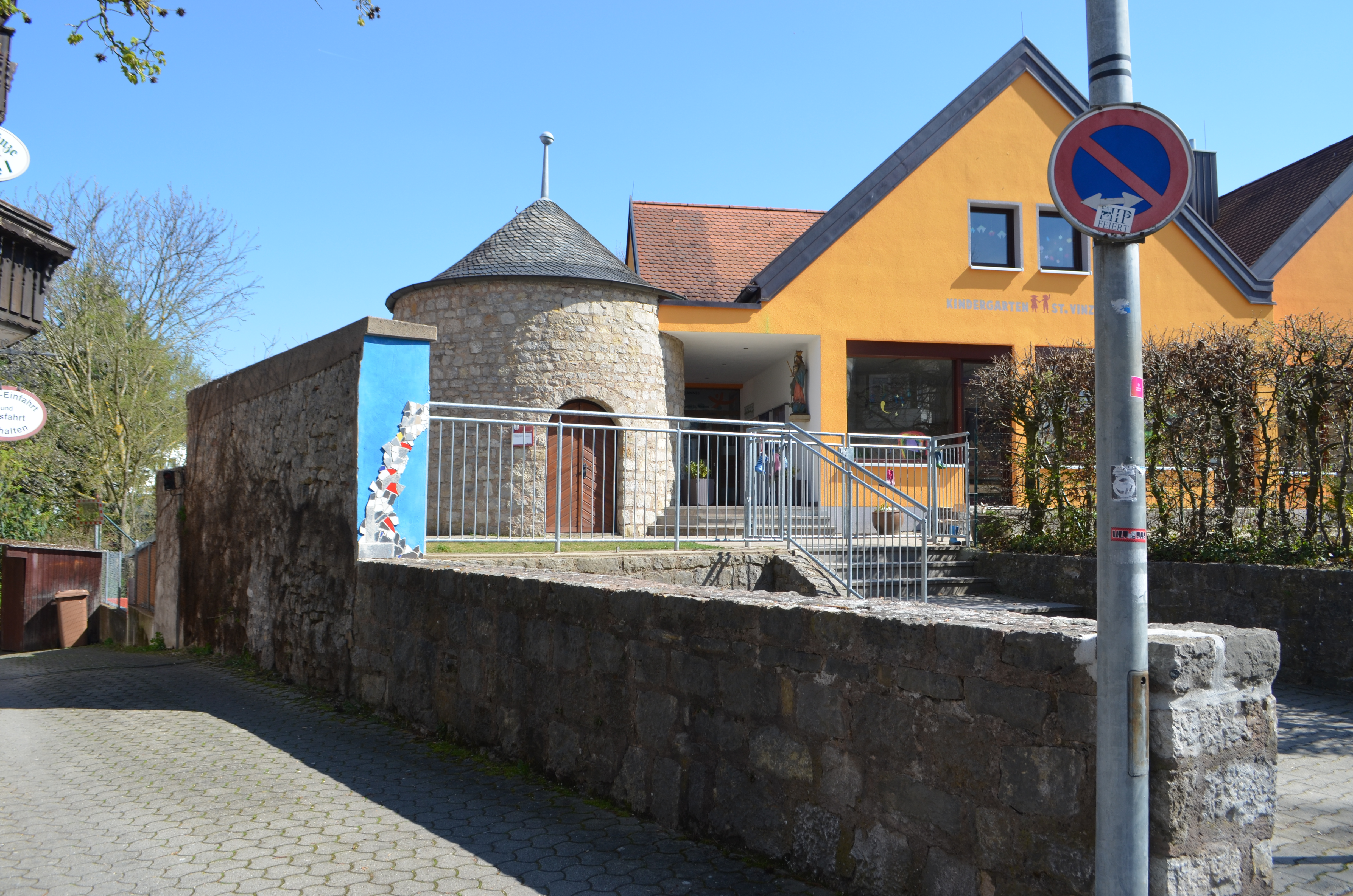
Zwingerturm mit Resten der Stadtbefestigung, Münzgasse

Die Stadtbefestigung Bad Mergentheim, früher Stadtbefestigung Mergentheim, bezeichnet die ehemaligen Befestigungswerke der Stadt Bad Mergentheim im Main-Tauber-Kreis in Baden-Württemberg.

## Geschichte
Die Stadtbefestigung Mergentheim wurde zwischen dem 10. und dem 18. Jahrhundert errichtet. Im Jahre 1361 wurde der größte Teil des Baus vollendet, nachdem zuvor 30 Jahre lang an der Stadtbefestigung um Mergentheim gebaut wurde.
Große Teile der einstigen Stadtbefestigung sind abgegangen.
Die folgenden noch bestehenden Überreste der mittelalterlichen Stadtbefestigung stehen heute als Sachgesamtheit unter Denkmalschutz:
- Mühlwehrstraße 32: Ehemaliges Torwächterhaus. Fachwerkbau mit Stadtmauerresten. 18. Jahrhundert.
- Münzgasse 8 (bei): Zwingerturm, spätmittelalterlicher Rest der Stadtbefestigung.
- Obere Mauergasse 48: Reste der Stadtbefestigung.
- Türkengasse 12, 14, 16: Reste der Stadtbefestigung.
- Würzburger Straße: Reste der Stadtbefestigung, mittelalterlich.